# Francesco d'Ambra
Francesco d'Ambra est un écrivain italien né à Florence le 29 juillet 1499 et mort à Rome en 1558.

## Biographie
Fils de Giovanni d'Ambra et d'Alexandra di Giovanni da Filicaja, Francesco d'Ambra est un des fondateurs de l'Accademia Fiorentina. (1549).

## Œuvres
D'Ambra a laissé trois comédies remarquables par l'originalité de l'intrigue, par la correction et la vivacité du style.
- Les Bernardi, comédie en vers, 1547-1548 (publiée en 1558).
- Le Furto, comédie en prose, 1544 (publiée en 1564).
- La cofanaria, comédie en vers, 1550-1555.